# Тамар (газове родовище)
Тамар (івр. תמר) — газове родовище в Ізраїлі в акваторії Середземного моря. Відкрито в 2009 році. Початкові запаси газу становлять понад 200 млрд м³.
На початку 2009 на середземноморському шельфі на відстані 80 км від м. Хайфа міжнародним нафтогазовим консорціумом, до складу якого входять компанії Нобель Енерджі, Делек Енерджі, Ісрамко тощо, було відкрито велике родовище високоякісного газу Тамар-1. Родовище розташоване за 92 км від берега, глибина моря в районі родовища — 1680 м, глибина покладу — 4900  м, у тектонічному відношенні родовище має трисклепінну будову. Газова пастка потужністю 140 м виявлена в підсолевих відкладеннях раннього міоцена. Площа родовища становить 250 км².
При відкритті родовища запаси оцінювалися у 142 млрд м³ газу, але після буріння свердловини Тамар-2 вже оцінювалися у 178 млрд м³. Наприкінці 2009 міжнародна аудиторська компанія повідомила, що загальні запаси родовища Тамар становлять 207 млрд м³. Для Ізраїлю, який зараз витрачає близько 5-6 млрд м³ газу на рік, тільки цих запасів вистачить не лише на 30-40 років для внутрішніх потреб, але і для експорту до Європи, яка шукає шляхів диверсифікації залежності від Росії.
Експлуатація родовища розпочалася у березні 2013 після закінчення будівництва газопроводу до суходолу.
У січні 2018 року компанія Tamar Petroleum придбала 7,5% частки Noble Energy в Тамарі, збільшивши свою загальну частку до 16,75%.
У вересні 2021 року Delek Drilling підписала угоду про продаж решти своєї частки (22%) компанії Mubadala Energy за 1,05 мільярда доларів.
Приблизно через рік мільярдер Аарон Френкель, який брав участь у угоді з придбання частки компанії Mubadala у 2021 році, скористався своїм правом на купівлю половини акцій (11% родовища) за 525 мільйонів доларів. У цю угоду також включені всі грошові потоки від родовища з початку 2021 року до дати передачі прав, що оцінюється в додаткові 75 мільйонів доларів.
У березні 2024 року Френкель придбав додаткові 3,5% у компанії Everest (партнерство між Harel Insurance та Ізраїльським інфраструктурним фондом) приблизно за 970 мільйонів шекелів (272 мільйони доларів), що відображає загальну вартість родовища близько 32 мільярдів шекелів (приблизно 8,5 мільярдів доларів).
З цією покупкою частка Френкеля в газовому родовищі Тамар збільшилася до приблизно 14,5%. Крім того, він володіє приблизно 25% акцій Tamar Petroleum, яка в свою чергу володіє 16,75% Тамара - що фактично додає ще 4,2% до часток Френкеля.
Власниками акцій у газовому родовищі Тамар є: Isramco (28,75%), Chevron (25%), Tamar Petroleum (16,75%), Аарон Френкель (14,5%), Mubadala (11%) і Dor Gas (4%).

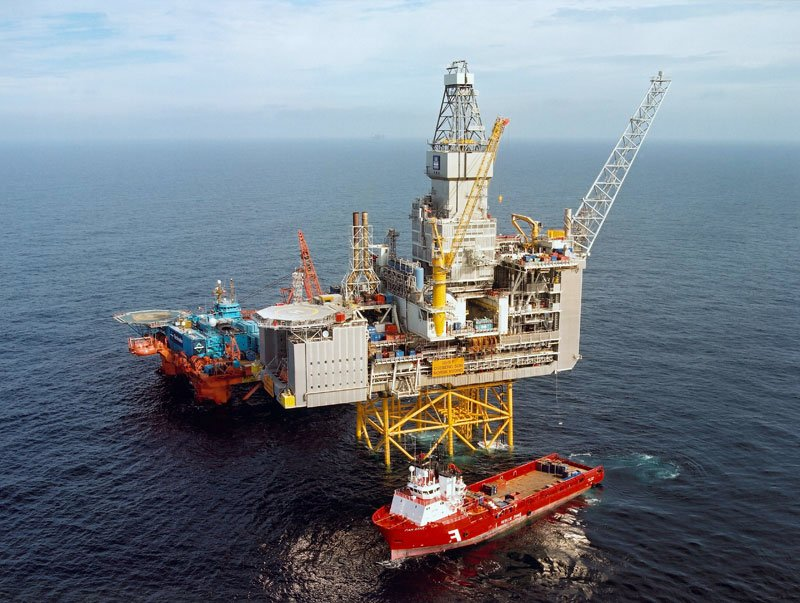
Газове родовище (ілюстрація)

В кінці листопада 2014 року, під час економічного протистояння країн Європи з Росією, Ізраїль запропонував державам Європейського союзу побудувати газопровід від родовища через Кіпр і Грецію.